# David Vršecký

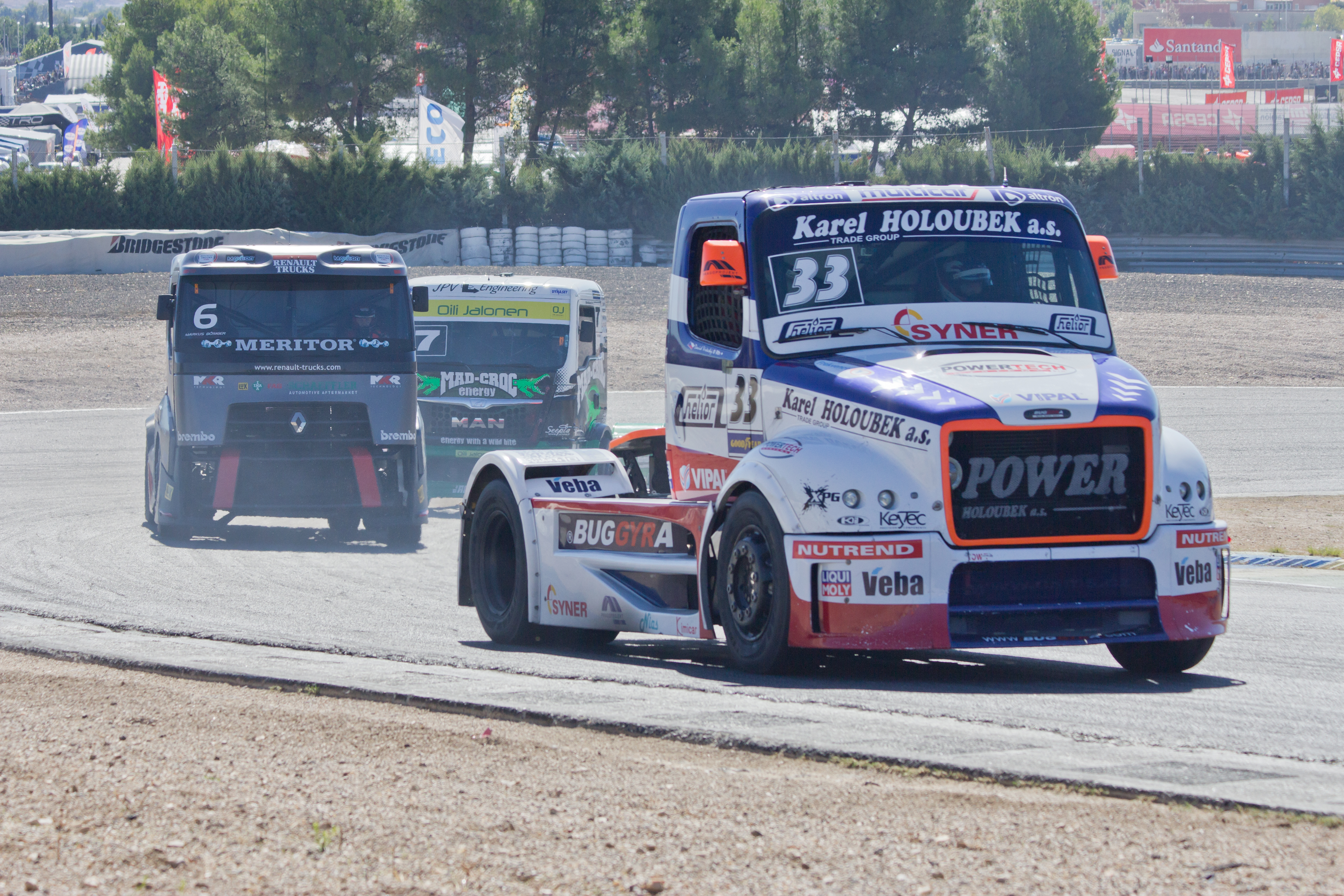
David Vršecký v 2013.

David Vršecký (* 8. prosince 1975 v Roudnici nad Labem) je český automobilový závodník soutěžíci v kategorii trucků - závodních tahačů (truck racing) za Buggyra International Racing Systém.
Jde o trojnásobného mistra Evropy v kategorii týmů a dvojnásobného mistra Evropy z let 2008 a 2009 v kategorii jednotlivců, který je držitelem několika světových rychlostně-vytrvalostních rekordů. Mimo to se v roce 2016 stal i mistrem CTR (Čína Truck Racing).
Svoji kariéru zahájil již v roce 1998, nicméně po této sezóně se přestal věnovat závodění a působil jako testovací pilot, kdy se spopodílel na vývoji nového závodního speciálu třídy Super Race Truck
nově vzniklé značky Buggyra.
Do závodů se vrátil až v roce 2002, v průběhu tohoto roku pak vybojoval tři dobrá umístění, po sezóně byl
posléze vyhlášen nejlepším nováčkem roku. V roce 2003 a 2004 byl celkově dvakrát po sobě celkově třetí ve třídě Super Race Truck.
V roce 2003 zaznamenal své první vítězství na Nürburgringu. V Dubaji v únoru 2004 vytvořil v jízdě závodním tahačem nový světový rychlostní rekord na letmý kilometr.
Poté přestoupil do třídy Race Truck, kde v sezónách 2005-2006 obsadil konečné čtvrté a páté místo.
V roce 2007 skončil celkově třetí, v následujících letech 2008-2009 pak získal dva tituly mistra Evropy. Na konci roku 2008 vytvořil další světový rychlostní rekord na pevný kilometr.
Na německém okruhu Lausitzring v dubnu 2010 vytvořil na Buggyře vlastní konstrukce další tři světové rychlostně-vytrvalostní rekordy. Vzhledem k tomu, že v této sezóně se opět věnoval vývoji nového závodního speciálu, skončil v evropském šampionátu tahačů až na celkovém pátém místě.
V říjnu 2010 ohlásil oznámil svoji první účast na Rally Paříž-Dakar 2011.
V roce 2015 začal závodit v Číně na CTR. Tento rok se stal vicemistrem a skončil v těsném závěsu za českým závodníkem Martinem Kolomým.
V roce 2016 opustil evropský šampionát s ambicemi na Čínský šampionát a účast na Dakaru 2017.
V roce 2016 se stal mistrem Číny v závodech tahačů na okruzích.

V roce 2017 obhájil titul a stal se znovu mistrem Číny, zároveň se stal i mistrem Indie v závodech tahačů a zhruba v polovině Evropského šampionátu ohlásil návrat a pomohl dovést českou stáj Buggyra racing k získání titulu pohárů konstruktérů.